# Jaleo
Pour la chanson de Ricky Martin, voir Jaleo (chanson).

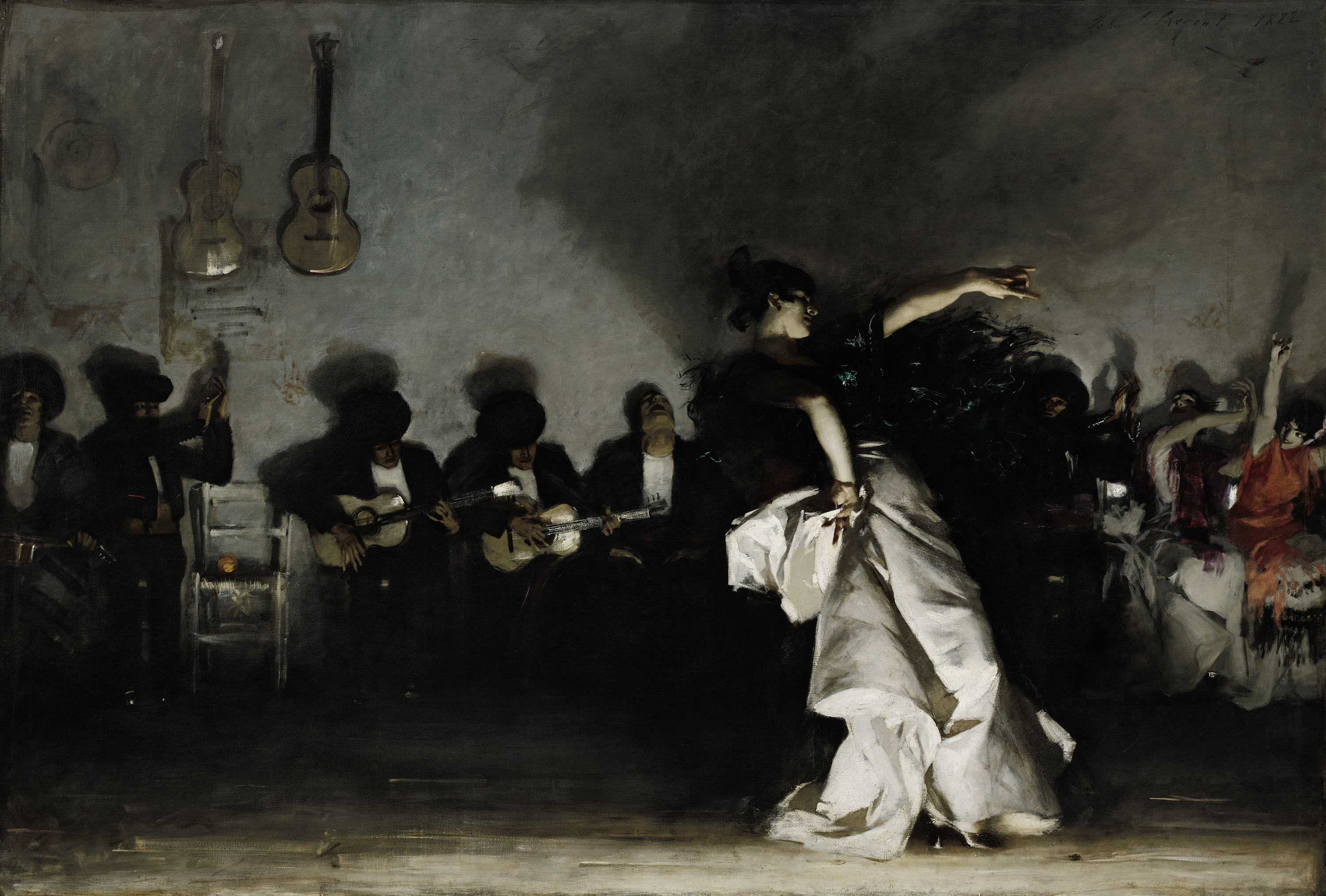
El Jaleo, 1882
John Singer Sargent
Boston Musée Isabella Stewart Gardner

Le jaleo est un ensemble de manifestations durant un spectacle de flamenco destiné à partager l'enthousiasme et à encourager les artistes (chanteurs, musiciens ou danseurs) qui se produisent.

## Présentation
Le substantif jaelo vient du verbe jalear (voir définition de l'Académie royale d'Espagne).
De nombreuses interjections expressives sont utilisées selon la définition suivante : « Ensemble des manifestations  destinées à exprimer son enthousiasme ou à encourager les interprètes, comme les commentaires divers, exclamation, ole, palmas : “olé!”, “eso e!” “agua!”, “azúcar!”, “toma!” ” así se canta, se baila, se toca!” (bien chanté, dansé, joué !),” muy bien dicho!” (bien dit)” vamos allá!, vamonos!” (on y va !) ».
La peinture monumentale de John Singer Sargent, est basée sur des dessins qu'il a réalisés dans le sud de l'Espagne en 1879. Le nom de cette danse andalouse est grossièrement traduite par "le chahut". C'est une peinture que l'on peut entendre aussi bien que voir : des claquements de talons, des claquements de doigts, des claquements de mains, des sons de chants et de guitares.